# Bygholm

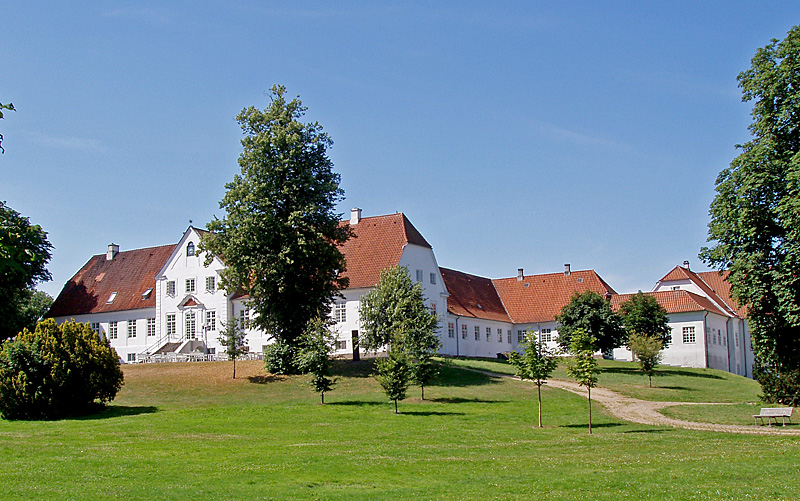
Bygholm sett från slottsparken.

Bygholm är en herrgård, en så kallad hovedgård, strax väster om Horsens i Danmark. I dag fungerar den som hotell.
Bygholm var ursprungligen ett kungligt slott, antagligen uppfört av Erik Menved efter ett bondeuppror 1313. Bygholm var säte för en kunglig lensmand (se Bygholms län); den mest berömde av dessa var alkemisten Erik Lange, under vilken gården i hög grad förföll. Därför, och möjligen också efter en brand på Bygholm i början av 1600-talet, flyttade lensmanden till Stjernholm, och länet bytte därefter också namn efter denna gård. Bygholm blev underställt Stjernholm och gavs 1661 tillsammans med denna gård till Hamburgbon Peder von Ufelen. von Ufelen sålde den 1670 vidare till Joachim Werner Bülow, som återuppförde Bygholms huvudbyggnad – dock inte den nuvarande, som uppfördes först 1775 – och åter fick den upprättad till hovedgård. I slottsparken finns en vall, där det gamla Bygholm ska ha stått.